# Turbovela

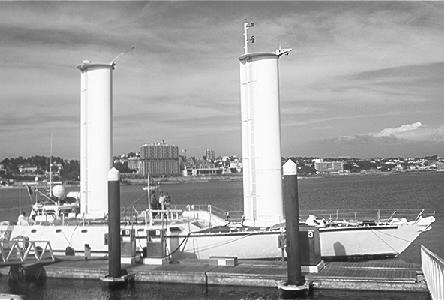
Imagen del Alcyone.

Turbovela (en francés Turbovoile), se denomina así a un sistema de propulsión que recurre al efecto Magnus y está destinado principalmente a la navegación marítima.
La idea fue desarrollada en los años 80 por el investigador francés Jacques Cousteau y su equipo (Lucien Malavard y Bertrand Charrier) a partir de los proyectos elaborados por el alemán Anton Flettner en la década de 1920. La turbovela ha sido aplicada en el buque Alcyone.
Pese a estar inspirado en el sistema de Flettner, la turbovela no utiliza exactamente el efecto Magnus ya que no recurre a un cilindro girando (rotor). El cilindro de la turbovela no es de sección circular sino ovoidal y posee añadido un batiente vertical que corre paralelo al cilindro y está colocado de un modo saliente (como un timón de avión o, más exactamente, como un perfil alar vertical). Tal batiente es llamado vela, y para facilitar la separación del viento entre el intradós y el extradós, se le orienta según la dirección del viento. El cilindro, por su parte, posee una turbina que permite crear una disminución importante de la presión del aire en el costado hacia el cual se desea dirigir la fuerza de empuje (la cual resulta perpendicular al conjunto turbovela), impulsando así al navío.

## Ventajas
El añadido de turbovelas economiza importantes márgenes de combustible o de otra forma de energía impulsora principal (entre un 15 % y un 30 %).